# Darren Soto
Darren Michael Soto (nacido el 25 de febrero de 1978) es un abogado y político estadounidense perteneciente al Partido Demócrata que representa al 9.° distrito congresional de Florida en la Cámara de Representantes de los Estados Unidos, donde ha servido desde el 3 de enero de 2017 hasta la actualidad.
Darren es el primer hombre con ascendencia puertorriqueña en ser parte del Congreso.

## Primeros años y educación
Darren nació en Ringwood, un borough en el estado de Nueva Jersey. Su padre fue Louis Soto, un antiguo tesorero de la Cámara de Comercio Hispana de Gran Orlando, y su madre fue Jean Soto, de ascendencia italiana.
Desde 1998 hasta 2001, mientras aún iba a la Universidad Rutgers, trabajó en el área de finanzas de Prudential Insurance. Se graduó de bachiller universitario en letras en el año 2000. También obtuvo un Juris doctor en 2004 de la Universidad George Washington.

## Carrera profesional y política
En el 2005, Darren abrió su despacho de abogados como presidente de D. Soto Law Offices. 
Al tiempo que cumplía con sus metas profesionales, Darren comenzó su carrera política en 2007 cuando se convirtió en representante del Senado de Florida, puesto que ocupó hasta 2012. 
En el año 2012 Darren comenzó a ocupar dos cargos simultáneamente, por un lado fungió como diputado de las minorías hasta 2014 y, por otro lado, fue asignado como senador del estado de Florida.
Durante su tiempo como servidor público en los años posteriores, Darren ha sido miembro del Comité de Agricultura, el Comité de Recursos Naturales y el Comité de Energía y Comercio.

## Vida personal
Actualmente, Darren reside en Orlando, Florida. Su esposa Amanda trabaja como profesora de matemáticas para las escuelas públicas del condado de Orange.
Una de las aficiones más grandes de Darren es la música, al punto de ser cantante, autor y guitarrista de su propia banda de folk rock llamada "Orange Creek Riders". También presenta un programa de radio y un podcast llamado "Rock and Politics".